# 佐藤兵八
佐藤 兵八（さとう ひょうはち、1844年（弘化元年11月）- 1900年（明治33年）6月22日）は、明治期の農業経営者、実業家、政治家。衆議院議員。

## 経歴
備中国上房郡有漢村（岡山県上房郡有漢町を経て現高梁市有漢町有漢）で、酒造業の家に生まれる。幼少期は綱島某（名不詳）から漢学を学び、その後、進鴻渓に十余年師事し塾頭を務めた。
農業を営み、家業の酒造業に従事し、その後、醤油醸造業にも事業を拡大した。その他、高梁銀行頭取も務めた。公共のために私財を投じ、道路改修、官衙学校の建設、低所得者の救済に尽くした。
1890年（明治23年）岡山県会議員に選出され、学務委員、所得税調査委員、徴兵参事員なども務めた。1894年（明治27年）9月、第4回衆議院議員総選挙で岡山県第5区から中国進歩党所属で出馬して当選し、その後、進歩党に所属し衆議院議員に1期在任した。
晩年は実業に専念し、困窮家庭の成績優秀な青年への育英に尽くした。墓所は雑司ヶ谷霊園。